# Буди-Козебродзькі
Буди-Козебродзькі (пол. Budy Koziebrodzkie) — село в Польщі, у гміні Семьонтково Журомінського повіту Мазовецького воєводства.
Населення — 89 осіб (2011).
У 1975-1998 роках село належало до Цехановського воєводства.

## Демографія
Демографічна структура станом на 31 березня 2011 року:
|          | Загалом | Допрацездатний вік | Працездатний вік | Постпрацездатний вік |
| -------- | ------- | ------------------ | ---------------- | -------------------- |
| Чоловіки | 51      | 14                 | 31               | 6                    |
| Жінки    | 38      | 7                  | 18               | 13                   |
| Разом    | 89      | 21                 | 49               | 19                   |